# شرکت سرمایه‌گذاری صندوق بازنشستگی کشوری
شرکت سرمایه‌گذاری صندوق بازنشستگی کشوری شرکت هلدینگ سرمایه‌گذاری ایرانی است، که در زمینه مدیریت صندوق‌های بازنشستگی، مبادلات سهام، مدیریت سرمایه‌گذاری و مدیریت دارایی فعالیت می‌نماید.
شرکت سرمایه‌گذاری صندوق بازنشستگی کشوری در سال ۱۳۶۷ توسط سازمان بازنشستگی کشوری و از دارایی‌های صندوق‌های بازنشستگی کشوری، که در مالکیت وزارت تعاون، کار و رفاه اجتماعی بود، راه‌اندازی شد. دفتر مرکزی این شرکت در شهر تهران قرار دارد و بخشی از سهام آن، در بازار بورس تهران معامله می‌شود.
از شرکت‌هایی که صندوق بازنشستگی کشوری، اکثریت یا بخش قابل توجهی از سهام آنها را در اختیار دارد، می‌توان به: شرکت هواپیمایی آسمان (۱۰۰٪)، شرکت نفت سپاهان (۲٫۳٪)، شرکت پالایش نفت اصفهان (۴٫۵٪)، پتروشیمی آبادان (۱۲٫۷٪)، بانک پارسیان (۱٫۱۵٪)، ایران خودرو (۴٫۵٪)، بانک اقتصاد نوین (۳٫۷٪)، شرکت نفت ایرانول (۴۴٪)، پتروشیمی جم (۸٫۹٪)، شرکت نفت پاسارگاد (۴۴٫۳٪)، شرکت پتروشیمی نوری (برزویه) (۶٫۴٪)، شرکت معدنی و صنعتی چادرملو (۲٫۵٪)، شرکت لوله‌سازی اهواز (۵۵٪)، شرکت فولاد اوکسین (۳۵٪)، شرکت صنایع شیر ایران (۵۱٪)، شرکت ملی نفت‌کش ایران (۳۳٪) و بیمه ملت (۱۵٫۶٪) اشاره کرد.